# PGC 4324601
LEDA/PGC 4324601 ist eine Galaxie im Sternbild Coma Berenices am Nordsternhimmel, die schätzungsweise 335 Millionen Lichtjahre von der Milchstraße entfernt ist. Möglicherweise bildet sie gemeinsam mit IC 3262 ein gravitativ gebundenes Galaxienpaar. 
Im selben Himmelsareal befinden sich u. a. die Galaxien IC 3269, IC 3270, IC 3278, IC 3283.